# Iván Lobodin
Iván Ivánovich Lobodin (en ruso: Иван Иванович Лободин; Stáraya Porubiozhka, Imperio ruso, 24 de marzo de 1900-Kopani, Unión Soviética, 20 de octubre de 1941) fue un oficial soviético que participó en la guerra civil rusa y en la Segunda Guerra Mundial. Héroe de la Unión Soviética, 5 de mayo de 1942, póstumo.

## Biografía
Nacido el 24 de marzo de 1900 en una familia rusa del pueblo Stáraya Porubiozhka (ahora raión de Pugachov del óblast de Sarátov).
Sirvió en el Ejército Rojo desde mayo de 1918.  Los autores que afirman que nació en 1896 indican que fue reclutado en 1915 por el ejército imperial ruso, sirviendo en el batallón de reserva de Astracán, la 4.ª Brigada de Artillería de Sarátov y desde abril de 1916 hasta enero de 1918 combatió en el frente de la frontera rumana como soldado raso en la 11.ª División de Artillería de mortero ligero. Si quienes afirman que nació en 1900 tienen razón, excluyen el hecho de que fue reclutado en el ejército a la edad de 15 años y participó en batallas desde los 16 años. Los reclutas nacidos en 1900 no fueron reclutados por el ejército ruso durante la Primera Guerra Mundial.
Miembro del PCR(b) desde 1919, fue un participante activo de la guerra civil. Luchó en batallas como krasnoarmeyets, comandante de pelotón y comandante de escuadrón de caballería en la 25.ª División de Fusileros Chapáyevskaya. Fue gravemente herido en 1919 cerca de Lbischensk. Participó en batallas contra el ejército polaco en 1920.
En 1921 se graduó en la escuela de división para oficiales subalternos y en los cursos políticos-militares superiores de Kiev (1923). En 1921 luchó contra los destacamentos de Néstor Majnó y Yuri Tiutiunnik en Ucrania. A mediados de la década de 1920, luchó contra los basmachi en Asia Central, siendo comandante de escuadrón y comisario político del 79.º Regimiento de Caballería de la 7.ª Brigada de Caballería del Turquestán, mostrando un heroísmo especial en las batallas contra los basmachi de Ibrahim Bek en enero de 1926 en las estribaciones del Babatag. Por ello recibió la Orden de la Bandera Roja. Estuvo al mando de escuadrones en los regimientos de caballería 88, 81 y 79 en el Turquestán hasta 1934.
Recibió la segunda Orden de la Bandera Roja en 1932 por sus hazañas en la derrota final de las bandas basmachi de Ibrahim-bek y su participación personal en su captura en mayo-junio de 1931.
Se graduó dos veces de cursos avanzados de caballería para el estado mayor de mando del Distrito Militar del Cáucaso Norte (1928, 1935). En 1935 fue trasladado al Distrito Militar de Bielorrusia. En 1940, fue subcomandante del 107.º Regimiento de Caballería y subdirector de la granja de caballos militares del 1.er Ejército de Caballería (raión de Zernograd, óblast de Rostov). Desde octubre de 1940, Lobodin fue el jefe de la granja de caballos militares nº 157 S. M. Kirov (raión de Malokaracháyevsk, óblast autónomo Karachái).
Se graduó en cursos políticos-militares superiores en Kiev. Con el comienzo de la Gran Guerra Patria, recibió instrucciones de formar el 179.º Regimiento de Caballería en el Distrito Militar del Cáucaso Norte, en el área de Armavir, luego, al frente de este regimiento, partió hacia el frente. Participó desde el verano de 1941, al mando del 179.º Regimiento de Caballería de la 66.ª División de Caballería de Armavir. En el otoño de 1941 luchó en el Frente Sur, mostrando un heroísmo excepcional durante la operación defensiva estratégica Dombás-Rostov.
El 17 de octubre de 1941, cerca de Sambek (óblast de Rostov), el regimiento cubrió la salida de la batalla de la 31.ª División de Infantería. Como resultado de las acciones decisivas y hábiles del teniente coronel Lobodin, el correcto despliegue de la potencia de fuego y la participación personal del comandante en las operaciones de combate en la línea del frente, el regimiento completó con éxito su misión. El 20 de octubre de 1941, el 179.º Regimiento de Caballería tomó la defensa al oeste del jútor Kopani (óblast de Rostov). El 20 de octubre, el enemigo pasó a la ofensiva 6 veces, pero el regimiento de Lobodin resistió los ataques de los tanques enemigos, inutilizando 17 tanques. Por la tarde, unos 20 tanques enemigos irrumpieron en el puesto de mando del regimiento y pudieron destruirlo. El teniente coronel Lobodin luchó con una ametralladora ligera y murió mientras disparaba contra los nazis (según varias publicaciones, se lanzó al combate cuerpo a cuerpo después de disparar todos los cartuchos). Según la lista de premios y las publicaciones basadas en ella, en esta batalla, en estado gravemente herido, fue capturado y quemado vivo.
Por el Decreto del Presídium del Sóviet Supremo de la URSS “Sobre la concesión del título de Héroe de la Unión Soviética a los comandantes y soldados del Ejército Rojo” de 5 de mayo de 1942, por “el desempeño ejemplar de las misiones de combate de el mando en el frente de la lucha contra los invasores alemanes y el coraje y el heroísmo mostrados al mismo tiempo”, se le concedió póstumamente el título de Héroe de la Unión Soviética.
Fue enterrado en el jútor Sadki, raión de Neklinovka, región de Rostov.

## Condecoraciones
- Héroe de la Unión Soviética (5 de mayo de 1942).
- Orden de Lenin (5 de mayo de 1942).
- Dos Órdenes de la Bandera Roja (7 de septiembre de 1927, 28 de julio de 1932)[8]
- Orden de la Bandera Roja del Trabajo de la RSS de Tayikistán (28 de mayo de 1932).[9]
- Medalla del 20.º Aniversario del Ejército Rojo de Obreros y Campesinos (22 de febrero de 1938)

## Homenaje
- La Sociedad Histórica Militar de Rusia instaló una placa conmemorativa en memoria de Lobodin en el edificio de una escuela secundaria de Stáraya Porubiozhka, donde estudió.
- Hay un busto de Iván Lobodin en el callejón de los Héroes de Cherkesk.
- En la ciudad de Pugachov hay un busto de Lobodin.
- En el centro del pueblo de Pokrovskoye, raión de Neklinovka, se instaló un busto de Lobodin en el callejón de los Héroes.
- Una de las calles de Stáraya Porubiozhka lleva su nombre.
- Una calle de la ciudad de Cherkesk, república de Karacháyevo-Cherkesia, lleva el nombre de Lobodin. Desde 1948, Cherkesk se convirtió en la ciudad de residencia de la familia.[10]
- En el pueblo de Sadki se erigió una placa conmemorativa al Héroe de la Unión Soviética I. I. Lobodin en 2015), y en la entrada del edificio de administración de la fábrica Konnaya se instaló una placa conmemorativa (1969).
- En el raión de Neklinovka, la escuela secundaria Sovetinskaya lleva el nombre de Lobodin, y se instaló una placa conmemorativa en el edificio de la escuela en 2005.